# Windischbach-Gegend
Windischbach-Gegend je naselje v Občini Možberk v Okraju Celovec-dežela na Koroškem v Avstriji.